# Caroline Aigle
Caroline Aigle, född 12 september 1974 i Montauban, död 21 augusti 2007 i Paris, var den första kvinnliga jaktpiloten i Frankrikes flygvapen och hade tjänstegraden commandant, en högre befälsgrad. År 1999 blev hon den första kvinnliga jaktpiloten när hon fick tjänst i en division stridsflygplan.
Under sin uppväxt bodde hon i Afrika, där hennes far tjänstgjorde som militärläkare, innan hon började gymnasieutbildning vid Lycée militaire de Saint-Cyr(fr).
Hon fick sina vingar 1999 och därefter tjänstgjorde hon vid flygskvadronen 2/5 Île-de-France vid flygbasen utanför Orange. År 2005 flyttades hon till flygskvadron 2/2 Côte-d'Or som flög Mirage 2000 från en flygbas vid Dijon. År 2006 påbörjade hon tjänstgöring inom en avdelning för flygsäkerhet vid Franska flygvapnets högkvarter i Metz. Hon ackumulerade totalt 1600 flygtimmar.
Aigle deltog även i fallskärmshoppning och triathlon. Inom triathlon klev hon flera gånger upp på prispallen vid internationella lagtävlingar för militärer.
Fyra år efter sin död fick hon en gata i Mérignac uppkallad efter sig.